# Харалампос Мавріас
Харалампос (Харіс) Мавріас (грец. Χαράλαμπος (Χάρης) Μαυρίας, нар. 21 лютого 1994, Закінф) — грецький футболіст, півзахисник кіпрського клубу «Аполлон» та національної збірної Греції.

## Клубна кар'єра
Народився 21 лютого 1994 року в місті Закінф. Вихованець футбольної школи клубу «Панатінаїкос», в академії якого він почав займатися у віці 12 років. З 2010 року Мавріас став виступати в основному складі «Панатінаїкоса», дебютувавши 20 липня у товариській грі з «Вольфсбургом». 20 жовтня він дебютував у Лізі чемпіонів у матчі проти «Рубіна» коли йому було всього 16 років і 245 днів, таким чином ставши другим за віком дебютантом цього турніру, після Селестіна Бабаяро. Чотири дні потому він також дебютував у грецькій Суперлізі, взявши участь в останніх 20 хвилинах матчу проти АЕКа, ставши наймолодшим футболістом клубу в чемпіонаті (з моменту його створення в 1959 році) і побив таким чином рекорд Сотіріса Нініса. А вже 27 липня Харіс забив за клуб свій перший гол, вразивши ворота «Козані» з пенальті в грі Кубка Греції.
1 червня 2012 року Мавріас продовжив контракт із «Панатінаїкосом» до 2016 року. 31 липня Харіс забив перший гол у кар'єрі в Лізі чемпіонів, відзначившись у матчі третього кваліфікаційного раунду з «Мотервеллом» (2:0). Таким чином, він став наймолодшим гравцем клубу, який забивав у міжнародних іграх. 9 грудня Мавріас вразив ворота «Олімпіакоса», принісши клубу нічию з рахунком 2:2 і став наймолодшим автором голу в афінському дербі — на момент матчу Харісу було 18 років і 291 день. Попередній рекорд належав «живій легенді» клубу Мімісу Домазосу, який 28 січня 1962 року досяг того ж у віці 20 років і 7 днів. Загалом Мавріас провів три сезони у ріжній команді, взявши участь у 51 матчі чемпіонату.
22 серпня 2013 року Мавріас приєднався до команди англійської Прем'єр-ліги «Сандерленд», яка заплатила за гравця близько 3 млн. євро. Мавріас дебютував через п'ять днів, вийшовши на заміну в другому таймі в домашньому матчі проти клубу «Мілтон-Кінз Донз» (4:2) у Кубку футбольної ліги, а 25 січня 2014 року забив перший гол за «Сандерленд» у домашньому кубковому матчі проти клубу «Кіддермінстер Гарріерз», який виявився переможним (1:0). Втім закріпитись у англійському клубі грек не зумів, тому 2 лютого 2015 року було оголошено, що він відправиться в оренду назад до «Панатінаїкоса» до кінця сезону, а в січні 2016 року його знову віддали в оренду на півроку, цього разу до німецької «Фортуни» (Дюссельдорф). У вересні 2016 року він залишив англійський клуб на правах вільного агента.
6 вересня 2016 року Мавріас став гравцем іншого клубу Другої Бундесліги «Карлсруе СК», уклавши контракт на три роки. Втім команда за підсумками першого сезону посіла 18 місце і вилетіла до Третьої ліги, після чого грав за хорватську «Рієку» та шотландський «Гіберніан», але ніде надовго не затримався.
29 грудня 2018 року Мавріас уклав контракт на 2,5 роки з кіпрською «Омонією». Він дебютував за команду 13 січня 2019 року в матчі проти «Аполлона» у чемпіонавті країни, замінивши Сашу Живеца на 41-й хвилині. 10 лютого він забив свій перший гол у матчі проти клубу «Докса Катокопіас». За підсумками сезону 2020/21 став з командою Чемпіоном Кіпру.
11 червня 2021 року Харіс перейшов в інший місцевий клуб «Аполлон», підписавши контрактом до 2023 року. З цією командою Мавріас 2022 року виграв чемпіонат і Суперкубок Кіпру. Станом на 6 вересня 2022 року відіграв за клуб з Лімасола 25 матчів в національному чемпіонаті.

## Виступи за збірні
2009 року дебютував у складі юнацької збірної Греції (U-17), а згодом з командою до 19 років став фіналістом юнацького чемпіонату Європи 2012року в Естонії. загалом на юнацькому рівні взяв участь у 23 іграх, відзначившись 4 забитими голами.
Протягом 2011—2016 років залучався до складу молодіжної збірної Греції. На молодіжному рівні зіграв у 23 офіційних матчах, забив 5 голів.
11 вересня 2012 року дебютував в офіційних матчах у складі національної збірної Греції в матчі відбору на чемпіонат світу 2014 року проти Литви (2:0) у Піреї, коли на 80-й хвилині змінив Теофаніса Гекаса.
| Дата       | Місто     | Господарі | Результат | Гості             | Турнір                               | Голи | Примітки |
| ---------- | --------- | --------- | --------- | ----------------- | ------------------------------------ | ---- | -------- |
| 11-9-2012  | Пірей     | Греція    | 2 – 0     | Литва             | Відбір до ЧС 2014                    | -    | 80'      |
| 6-2-2013   | Пірей     | Греція    | 0 – 0     | Швейцарія         | товариський матч                     | -    | 87'      |
| 11-10-2014 | Гельсінкі | Фінляндія | 1 – 1     | Греція            | Відбір до ЧЄ 2016                    | -    | 70'      |
| 14-11-2014 | Афіни     | Греція    | 0 – 1     | Фарерські острови | Відбір до ЧЄ 2016                    | -    | 62'      |
| 18-11-2014 | Ханья     | Греція    | 0 – 2     | Сербія            | товариський матч                     | -    | 71'      |
| 30-5-2019  | Анталія   | Туреччина | 2 – 1     | Греція            | товариський матч                     | -    | 73'      |
| 8-6-2019   | Афіни     | Греція    | 0 – 3     | Італія            | Відбір до ЧЄ 2020                    | -    | 46'      |
| 11-6-2019  | Марусі    | Греція    | 2 – 3     | Вірменія          | Відбір до ЧЄ 2020                    | -    | 17'      |
| 11-11-2020 | Афіни     | Греція    | 2 – 1     | Кіпр              | товариський матч                     | -    | 68'      |
| 15-11-2020 | Кишинів   | Молдова   | 0 – 2     | Греція            | Ліга націй УЄФА 2020-2021 - 1-й етап | -    | 47'      |
| 18-11-2020 | Афіни     | Греція    | 0 – 0     | Словенія          | Ліга націй УЄФА 2020-2021 - 1-й етап | -    |          |
| 28-3-2021  | Салоніки  | Греція    | 2 – 1     | Гондурас          | товариський матч                     | -    |          |
| 31-3-2021  | Салоніки  | Греція    | 1 – 1     | Грузія            | Відбір до ЧС 2022                    | -    | 42'      |
| Усього     |           | Матчів    | 13        |                   | Голів                                | 0    |          |

## Титули і досягнення
- Чемпіон Кіпру (2):

«Омонія»: 2020/21
«Аполлон»: 2021/22
- Володар Суперкубка Кіпру (1):

«Аполлон»: 2022